# Kongruový zákon
Kongruový zákon byl zákon ze dne 25. června 1926, č. 122/1926 Sb., plným názvem „zákon o úpravě platů duchovenstva církví a náboženských společností státem uznaných případně recipovaných”. K zákonu bylo přijato vládní nařízení ze dne 17. července 1928, č. 124 Sb. z. a n. „o úpravě platů duchovenstva”, ustanovující nové předpisy pro administrátory na místech uprázdněných obročí (interkalár). Nový kongruový zákon měl zajistit každému duchovnímu činnému ve veřejné duchovní správě minimální požitky kongruové a dále se nestarat o různé jiné případy duchovní správy, které by vyžadovaly mimořádné úpravy zvláštních peněžitých odměn k platu (remunerací). Novelizován byl dekretem prezidenta republiky ze dne 27. října 1945, č. 116/1945 Sb. (dále zákonem č. 167/1946 Sb. o rozšíření platnosti dekretu pres. 116/1945 na území Slovenska), a zcela byl zrušen a nahrazen k 1. listopadu 1949 zákonem ze dne 14. října 1949, č. 218/1949 Sb., o hospodářském zabezpečení církví a náboženských společností státem, podle kterého probíhalo v Česku financování církví až do roku 2012.

## Obstrukce levice
Kongruový zákon vyvolal v řadách radikální levice velké pobouření, národní socialisté (např. poslankyně Františka Zemínová) a další levicové strany zákon ostře napadali; na 36. schůzi 19. června 1926 při schvalování zákona probíhaly ve sněmovně NS velmi tvrdé obstrukce:
Komunistický poslanec Jan Harus provokativně při projednávání nosil obraz Jana Husa. Další poslanci zpívali píseň Hranice vzplála. Další poslanci vytáhli zásuvky z poslaneckých lavic a začali jimi bušit do lavic a současně se snažili dostat k lidoveckému místopředsedovi sněmovny Ing. Janu Dostálkovi, který momentálně řídil schůzi. Chtěli mu vytrhnout spisy, aby nemohl řídit schůzi. Jeden z komunistických poslanců Bohumil Jílek se probojoval k předsednickému křeslu a začal cloumat „ze zadu křeslem, na němž předsedající inž. Jan Dostálek seděl, aby ho z toho křesla shodil a tím z předsednictví odstranil.“ Další komunistický poslanec Jan Harus chtěl po Dostálkovi hodit další křeslo určené místopředsedovi sněmovny. Tomu ovšem zabránil lidovecký poslanec Václav Košek, který v poslední chvíli mu tuto křeslo vyrval z rukou. Vypjatá atmosféra pokračovala útoky na zpravodaje zákona poslance Františka Noska a jeden z dalších poslanců výtržníků rusínský komunistický poslanec a později maďarský diplomat Emanuel Šafránko se snažil Dostálkovi ukrást zvonec, aby jím nemohl volat poslance k pořádku.
Program ČSL v meziválečné době, Knihovna kardinála Berana
Vypjatá atmosféra panovala na chůzi sněmovny až do pozdních hodin, opoziční levice častovala přednášející nejrůznějšími slovními urážkami (například, že takové projevy mohou přednášet v blázincích a ne v parlamentě) a pískala na píšťalky. Vládní koalici se podařilo obstrukce nakonec zlomit a zákon přijmout.